# Karl Kopp (Fußballspieler)
Karl Kopp (* 18. März 1919; † 29. Januar 2010 in Pullach im Isartal) war ein deutscher Fußballspieler, der für die Münchener Vereine TSV 1860, FC Bayern und FC Wacker zwischen 1940 und 1950 in drei Ligen und zwei Spielklassen aktiv war.

## Karriere
Kopp gehörte mit 21 Jahren der ersten Mannschaft des TSV 1860 München an, für den er von 1940 bis 1941 in der Sportbereichsklasse Bayern zum Einsatz kam. Am Ende seiner Premierensaison im Seniorenbereich gewann der TSV 1860 München die Meisterschaft der Sportbereichsklasse Bayern 1940/41 und war dadurch auch als Teilnehmer der Endrunde der deutschen Fußballmeisterschaft 1940/41 qualifiziert. Darin kam er ein einziges Mal am 11. Mai 1941, beim 2:1-Sieg auf der Städtischen Hanns-Braun-Kampfbahn gegen die Stuttgarter Kickers zum Einsatz.
Nachdem der Spielbetrieb in den letzten Jahren des Zweiten Weltkrieges eingestellt worden war, kam er für den FC Bayern München in 24 Punktspielen der ersten Saison 1945/46 in der seinerzeit höchsten deutschen Spielklasse Oberliga Süd zum Einsatz und erzielte drei Tore. Sein Debüt gab er am 16. Dezember 1945 (7. Spieltag) beim 5:3-Sieg im Auswärtsspiel gegen Phönix Karlsruhe; sein erstes Tor gelang ihm am 28. April 1946 (23. Spieltag) beim 2:2-Unentschieden beim Lokalrivalen TSV 1860 München. In der Folgesaison erzielte er in 30 Punktspielen bereits fünf Tore. 1947/48 bestritt er mit 35 von 38 Punktspielen die meisten innerhalb einer Spielzeit; auch hier war er mit drei Toren erfolgreich. In seiner letzten Saison für die Bayern absolvierte er nur noch ein Punktspiel.
Die letzte Saison seiner Fußballer-Karriere bestritt er für den FC Wacker München in der seinerzeit zweitklassigen Landesliga Bayern.
Bereits im November 1939 absolvierte Kopp als Kriegsgastspieler ein Pflichtspiel für Fortuna Düsseldorf.